# ルンルン (ジャイアントパンダ)

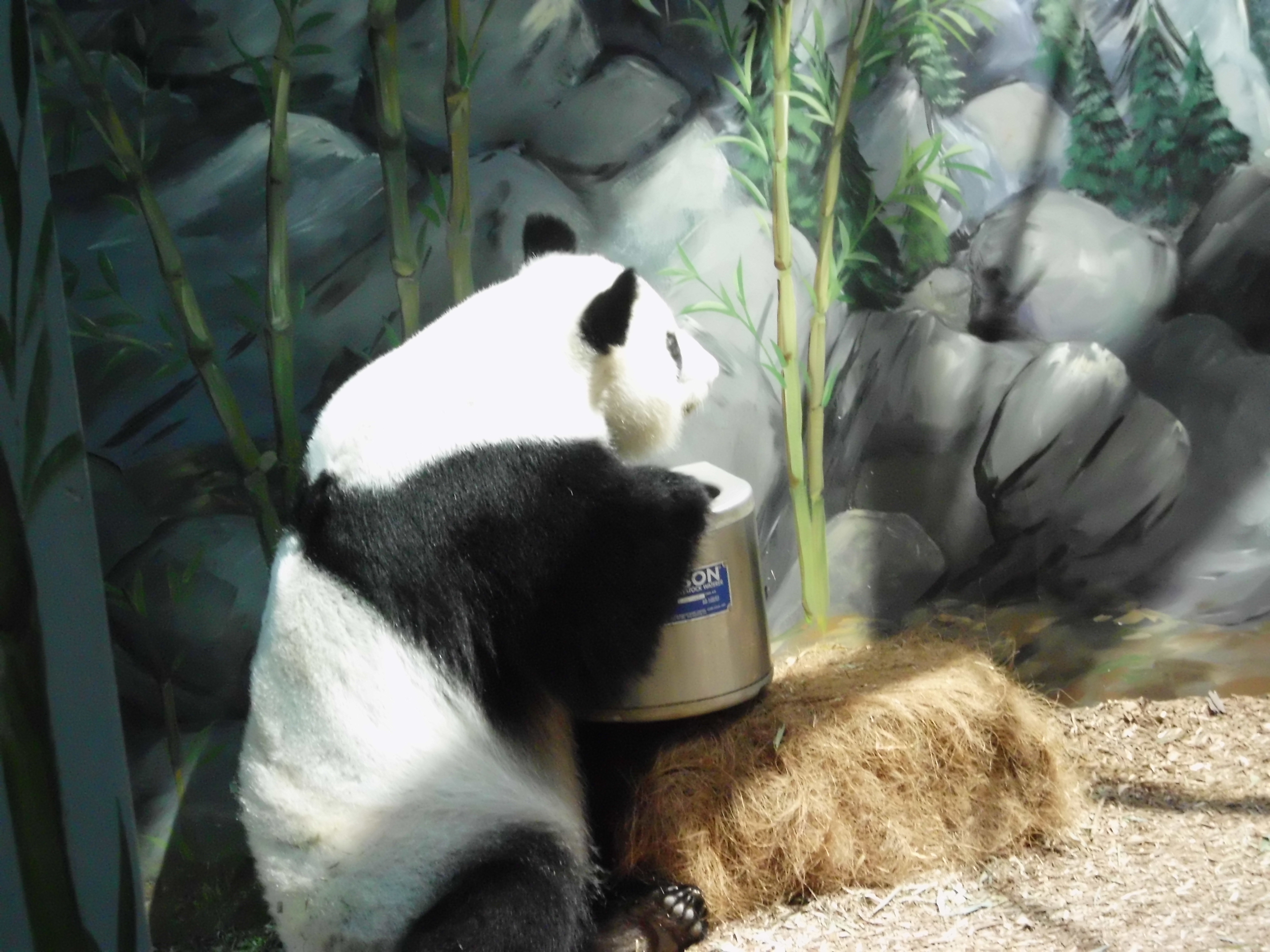
ルンルン（2011年）

ルンルン（英語: Lun Lun、簡体字中国語: 伦伦、繁体字中国語: 倫倫、1997年8月25日 - ）は、アメリカ合衆国アトランタのアトランタ動物園で飼育されているメスのジャイアントパンダである。
1997年8月25日に中国の成都ジャイアントパンダ繁殖研究基地で、林楠と冰冰の子として生まれた。元の名前はフアフア（華華）だったが、スポンサーとなった台湾の歌手・蘇慧倫によってルンルンと命名された。
2006年9月6日午後4時51分(EDT)、ヤンヤン（洋洋）との間の子であるメイラン（美蘭）を産み、2007年初頭に公開された。2008年8月30日午後10時10分(EDT)には2頭目の子となるシーラン（喜蘭）を産んだ。2010年11月3日午前5時39分(EDT)に、3頭目の子であるポー（阿宝）を産んだ。
2013年7月15日に、双子のメイルン（Mei Lun、美輪）とメイファン（Mei Huan、美奐）を産んだ。これまでにルンルンが産んだ子は全てオスと判定されていた。しかし、同年12月にシーランとポーを成都に戻すための予備調査の過程で、ポーの性別判定が誤っていた可能性が示され、動物園では何頭かのパンダに対してDNA検査を実施した。2013年12月13日、アトランタ動物園は、ポー、メイルン、メイファンがメスであったと報告した。
2016年9月3日に2組目となる双子を産んだ。最初の子は午前7時20分（EST）に、2番目の子は午前8時7分（EST）に生まれた。2頭はシールン（Xi Lun、中国語: 喜倫）、ヤールン（Ya Lun、中国語: 雅倫）と命名された。